# 로사 마리아 비안치
로사 마리아 비안치(Rosa María Bianchi, 1948년 2월 18일 ~ )는 멕시코의 배우이다. 2004 아리엘상 여우주연상 수상자이다.

## 출연 작품
- 유 윌 노우 왓 투 두 위드 미 (2015)
- 남쪽의 제왕 (2007)
- 비욘드 더 스카이 (2006)
- 니코티나 (2003)
- 아모레스 페로스 (2000)